# Witold Ziober
Witold Ziober (ur. 11 lipca 1987 w Łodzi) – polski piłkarz, piłkarz plażowy, reprezentant w piłce nożnej plażowej. Zawodnik Boci Gdańsk. Jeden z najbardziej rozpoznawalnych piłkarzy w historii piłki nożnej plażowej. Uczestnik Mistrzostw Świata w piłce nożnej plażowej 2006 oraz MŚ 2017. Syn Jacka.

## Historia
Swoją przygodę z beach soccerem Witold Ziober rozpoczął już w wieku 16 lat. W pierwszym oficjalnym meczu reprezentacji z Norwegią (sierpień 2003 r.) zdobył jedną bramkę. Przez lata Witold Ziober stawał się czołowym piłkarzem kadry. W 2006 r. uczestniczył na Mistrzostwach Świata 2006, zdobywając gola. Przez światowe federacje został uznany Odkryciem roku 2006. W 2008 r. miał okazję brać udział w prestiżowym meczu Gwiazd Europy Erica Cantony. Początek roku 2011 Witold Ziober spędził w plażowej sekcji drużyny FC Barcelona, grając na I Klubowych Mistrzostwach Świata w Brazylii. Po kolejnych sukcesach w końcówce 2013 r. doszło do bardzo dramatycznej kontuzji podczas spotkania IV ligi Ner Poddębice – Włókniarz Zelów. Ziober został kopnięty w plecy przez bramkarza rywali. Lekarze po badaniach postawili diagnozę złamania m.in.odcinka lędźwiowego kręgosłupa i miednicy.

## Życie prywatne
Witold Ziober jest synem Jacka, selekcjonera reprezentacji Polski w piłce plażowej w latach 2003-2007. Podczas turnieju finałowego Mistrzostw Polski w 2014 r. Witold Ziober, na boisku w Ustce oświadczył się swojej wybrance, Marcie Romańskiej.